# ベンゾトリクロリド
ベンゾトリクロリド（Benzotrichloride）は分子式C6H5CCl3で表される有機化合物である。IUPAC名は、（トリクロロメチル）ベンゼン。
染料など他の化合物合成の中間体として主に利用されている。

## 合成法
ベンゾトリクロリドは、光または過酸化ベンゾイルのようなラジカル開始剤で、トルエンのラジカル反応による塩素化を行うことで合成される。この際、2つの中間体、塩化ベンジルと塩化ベンザルを経由する。
C6H5CH3  +  Cl2   →  C6H5CH2Cl +  HCl
C6H5CH2Cl  +  Cl2   →  C6H5CHCl2  +  HCl
C6H5CHCl2  +  Cl2   →  C6H5CCl3  +  HCl

## 利用
ベンゾトリクロリドの加水分解により、塩化ベンゾイルを得る。
C6H5CCl3  +  H2O   →  C6H5C(O)Cl  +  2 HCl
また、殺虫剤の前駆体であるベンゾトリフルオリドに変換できる。
C6H5CCl3  +  3 KF   →  C6H5CF3  +  3 KCl